# سينيت

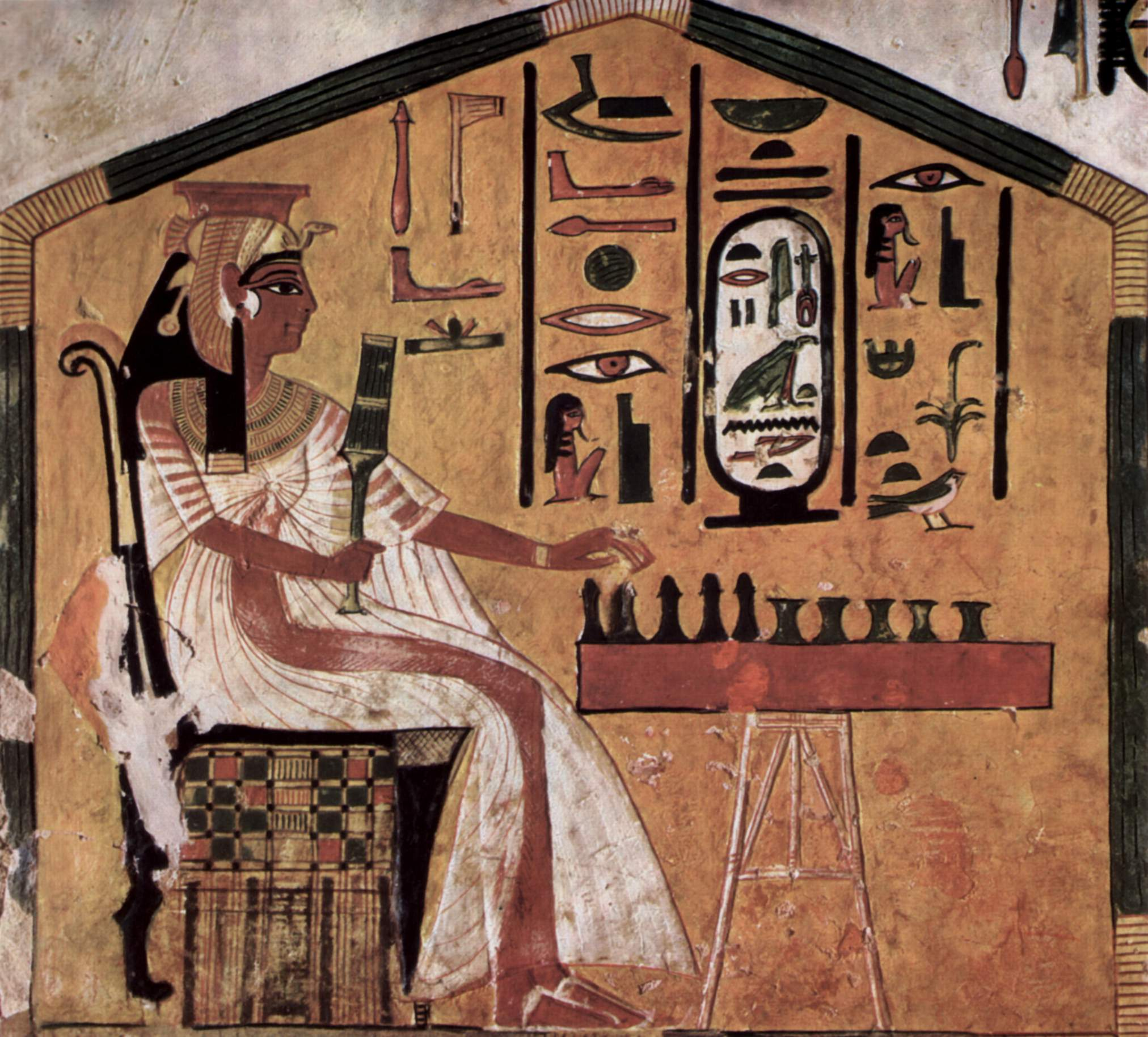
لوحة في قبر الملكة المصرية نفرتاري تلعب سينيت

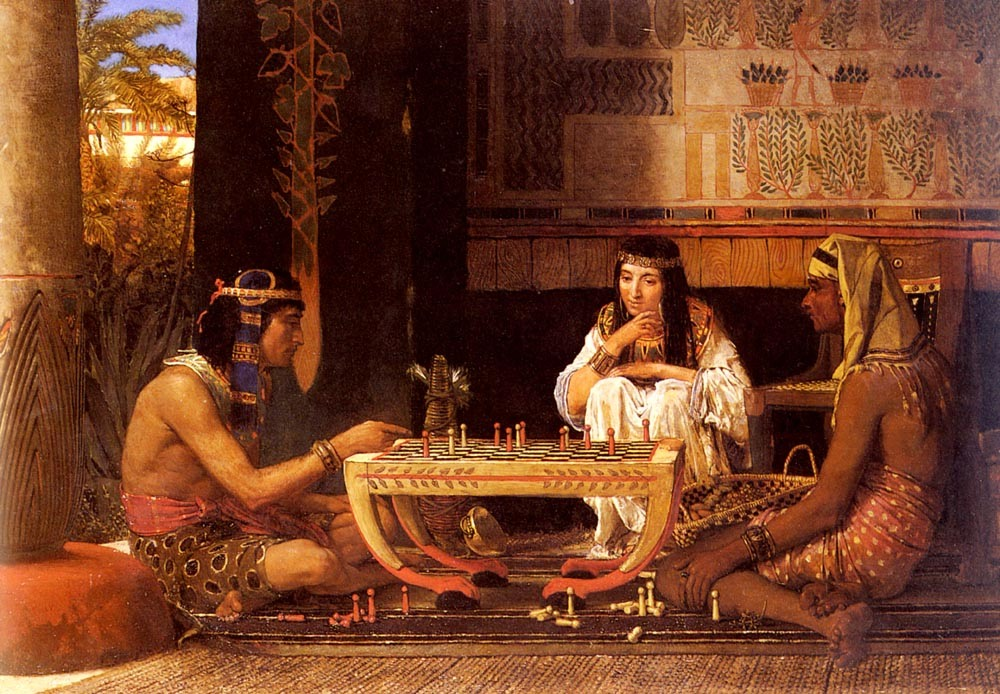
رسم تصوري لقدماء المصريين يلعبون سينيت.

سينيت هي لعبة لوحية من مصر القديمة. يرجع تاريخ أقدم تمثيل لـ سينيت إلى حوالي 2620 قبل الميلاد من مصطبة حسي رع بينما تم العثور على لوحات مماثلة وعلامات هيروغليفية حتى قبل ذلك. توقفت اللعبة عن الاستخدام بعد العصر الروماني، وقواعدها الأصلية هي موضوع التخمين.

## تاريخ
تم العثور على الألواح المجزأة التي يمكن أن تكون مخفية في مدافن الأسرة المصرية الأولى، حوالي 3100 قبل الميلاد. أول لوحة لا لبس فيها لهذه اللعبة القديمة هي من مقبرة الأسرة المصرية الثالثة لحسي رع (2686-2613 قبل الميلاد). يصور الناس وهم يلعبون السينيت في لوحة في قبر راشيبس، وكذلك من مقابر أخرى من الأسرة الخامسة والسادسة (حوالي 2500 قبل الميلاد). يعود تاريخ أقدم ألواح سينيت سليمة إلى المملكة المصرية الوسطى، لكن الكتابة على الجدران على آثار الأسرة الخامسة والسادسة يمكن أن تعود إلى عصر المملكة المصرية القديمة.
على الأقل بحلول عصر الإمبراطورية المصرية (1550-1077 قبل الميلاد)، تم تصور سينيت على أنه تمثيل لرحلة كا (الشرارة الحيوية) إلى الحياة الآخرة. تم إجراء هذا الارتباط في نص اللعبة الكبرى، والذي يظهر في عدد من البرديات، بالإضافة إلى ظهور علامات ذات أهمية دينية على ألواح سينيت نفسها. يشار إلى اللعبة أيضًا في الفصل السابع عشر من كتاب الموتى. أظهرت دراسة أجريت على لوح خرساني في متحف روزيكروشن المصري، يعود تاريخه إلى أوائل المملكة المصرية الحديثة، تطور اللعبة من أصولها العلمانية إلى قطعة أثرية أكثر تديناً.
لعب سينيت أيضًا أشخاص من الثقافات المجاورة، وربما وصل إلى تلك الأماكن من خلال العلاقات التجارية بين المصريين والسكان المحليين. تم العثور عليها في بلاد الشام في مواقع مثل تل عراد وجبيل، وكذلك في قبرص. بسبب الممارسة المحلية لصنع الألعاب من الحجر، هناك عدد أكبر من ألعاب سينيت التي تم العثور عليها في قبرص أكثر من تلك الموجودة في مصر.

## اللعب
لوحة ألعاب سينيت عبارة عن شبكة من 30 مربعًا، مرتبة في ثلاثة صفوف من عشرة. تحتوي لوحة سينيت على مجموعتين من البيادق (خمسة على الأقل من كل منهما). على الرغم من أن تفاصيل قواعد اللعبة الأصلية تخضع لبعض التخمينات، إلا أن المؤرخين تيموثي كيندال وآر سي بيل قاما بإعادة بناء قواعد اللعبة الخاصة بهما. تستند هذه القواعد إلى مقتطفات من النصوص التي تمتد لأكثر من ألف عام، والتي من المحتمل أن تتغير طريقة اللعب خلالها. لذلك، من غير المحتمل أن تعكس هذه القواعد المسار الدقيق للعبة المصرية القديمة. تم اعتماد قواعدهم من قبل بائعي مجموعات سينيت الحديثة. تكشف المشاهد التي عُثر عليها في مقابر الدولة القديم، التي يرجع تاريخها إلى 2686-2160 قبل الميلاد، أن سينيت كانت لعبة تحديد موقع واستراتيجية وقليل من الحظ.
في عرض تقديمي إلى XX ندوة دراسات ألعاب الطاولة في جامعة كوبنهاغن، الدنمارك، تساءل إسبن آرسيث عما إذا كان يمكن القول أن سلسلة اللعبة لا تزال موجودة، نظرًا لأن القواعد غير معروفة. رداً على ذلك، أشار ألكساندر دي فوغت من المتحف الأمريكي للتاريخ الطبيعي إلى أن الألعاب ليس لها مجموعة ثابتة من القواعد، ولكن القواعد تختلف بمرور الوقت ومن مكان إلى آخر. علاوة على ذلك، فإن العديد من لاعبي الألعاب، حتى اليوم، لا يلعبون (أو في بعض الأحيان لا يعرفون) «القواعد الرسمية».
يقدم مؤرخ الألعاب إدي دوغان (جامعة سوفولك) سيرة ذاتية مختصرة للأفكار المتعلقة بلعبة سينيت المصرية القديمة (جنبًا إلى جنب مع نظرة عامة على ما يسمى بـ "لعبة أور الملكية") ونسخة من قواعد اللعب في تعليمه ملاحظات على الألعاب القديمة.